# Bayerische Amateur Kickbox Union
Die Bayerische Amateur Kickbox Union e. V. (BAKU) ist der bayerische Fachverband für Kickboxen und damit Mitglied im Bayerischen Landes-Sportverband, im Bundesfachsportverband WAKO Deutschland und somit auch der World Association of Kickboxing Organizations. Gegründet wurde der Verband am 19. Mai 1986.
Die Bayerische Amateur Kickbox Union ist eine Gemeinschaft freier Kampfsport betreibender Vereine und der Kampfsportabteilungen von Vereinen Bayerns. Die BAKU versteht sich als Fachverband für Kickboxen, Gewaltprävention, Selbstbehauptung und Selbstverteidigung.

## Geschichte
Nachdem 1986 auch in Bayern zwei konkurrierende Kickboxverbände existierten, die WAKO Bayern und der Bayerische Amateur Kickbox Verband, gründeten die Mitglieder beider Verbände die Bayerische Amateur Kickbox Union und fusionierten zu dem neuen Verband BAKU. Nachdem die BAKU Anfang 2000 als Sektion des Bayerischen Karate Bundes in den Bayerischen Landes-Sportverband (BLSV) aufgenommen worden war, wurde die BAKU am 2. Juni 2016 als 55. Fachverband in den BLSV aufgenommen.

## Präsidenten
- Gründungspräsident Wolfgang Gröger
- Norbert Punzet
- 1992 bis 1996 Heinz Klupp
- 1996 bis 2004 Jürgen Schorn
- seit 2004 Rudi Brunnbauer

## Sportbetrieb Kickboxen
Die BAKU veranstaltet jährlich neben den Bayerischen Meisterschaften den offenen Bayernpokal und die Bavarian Open.

## Qualifikation zur Deutschen Meisterschaft
Die Qualifikation zur Deutschen Meisterschaft erfolgt durch eine Rangliste aus den Turnieren Bavarian Open, Bayernpokal und Bayerische Meisterschaft. Die ersten vier jeder Gewichtsklasse sind zur Deutschen Meisterschaft qualifiziert.